# 伊豆の長八美術館
伊豆の長八美術館（いずのちょうはちびじゅつかん）は、静岡県賀茂郡松崎町にある、こてと漆喰の名人・入江長八の業績や、伝統の左官技術のすばらしさを伝えることを目的とした美術館である。

## 概要
入江長八の作品約50点を展示・紹介している。建物のあらゆる場所には、全国から集まった優秀な技術者たちが伝統の技を駆使しており、「江戸と21世紀を融合させた建物」として注目されている。

## 利用案内

### 入館料金
- 大人 - 個人 500円
- 中学生以下 - 無料

### 開館時間及び休館日
- 開館時間：9時 - 17時
- 休館日：年中無休

### 駐車場
- 普通車50台 / 大型車7台

## 所在地
- 〒410-3696 静岡県賀茂郡松崎町松崎23

## 交通アクセス
- 西伊豆東海バス : 松崎バスターミナルから「長八美術館停留所」まで約10分
  - 伊豆急行線 : 伊豆急下田駅・蓮台寺駅から松崎バスターミナルまで、バスで約50分
  - 伊豆箱根鉄道駿豆線 : 修善寺駅から松崎バスターミナルまで、バスで1時間40分